# مطالعه موردی
مطالعهٔ موردی (به انگلیسی: Case study) یا موردپژوهی، یکی از روش‌های تحقیق کیفی در علوم اجتماعی است. موردپژوهی، بررسی متمرکز و عمیق یک فرد، گروه، رویداد یا اجتماع است. راه‌های دیگر نمونه‌پژوهی شامل تجربه‌ها، بررسی آماری و کندوکاو داده‌های بایگانی‌شده می‌باشد.
موردپژوهی بر اقدام عملی مبتنی است و به همین دلیل ممکن است پیچیده و میان‌رشته‌ای باشد و فرصت‌هایی را برای درک مسائل و جستارهای وابسته با نمونه پژوهش پدید آورد.
در نمونه‌پژوهی دانشگاهی چهار مرحله وجود دارد:
- روشنگری استاد در مورد گسترهٔ موضوع مورد پژوهش و مسائل پیرامونی آن
- مطالعه شخصی و یادداشت‌برداری از هر گونه موضوع مرتبط توسط دانشجو
- بیان مهارت‌ها، دانش و نگرش دانشجویان در گروه‌های سه تا شش نفره، ارزیابی درستی داده‌ها، ارائه راهکارها و برگزیدن بهترین گزینه‌ها
- برگزاری نشستی اولیه که در آن، هر گروه فرعی ممکن است به ارائه بهترین راه حل خود مبادرت ورزد و استاد نیز به بیان کردن مسایل و اصول نهفته و پیش‌فرض‌های آنان بپردازد.[۵]

نمونه‌پژوهی‌های علمی باید بر پایه یک یا چند چارچوب یا مدل مفهومی معتبر باشد.